# Дмитрий Иловайски
Димитрий Иванович Иловайски (рус. дореф. Дмитрiй Ивановичъ Иловайскiй; 1832 – 1920) е руски историк, общественик, професор в Московския университет. Писател на основополагащи трудове по история на Русия, както и на учебници за средни училища, претърпели десетки издания. С тях са обучавани и възпитавани много поколения, включително и в България. Проявява живо влечение към българската старина и към съдбата на българския народ, ползва се с известност и в България.

## Произведения, издадени в България
- Скратена всеобща история за средни училища. Виена, изд. Д. В. Манчев и Хр. Г. Данов и с-ие, 1870.[2]